# Битяговские

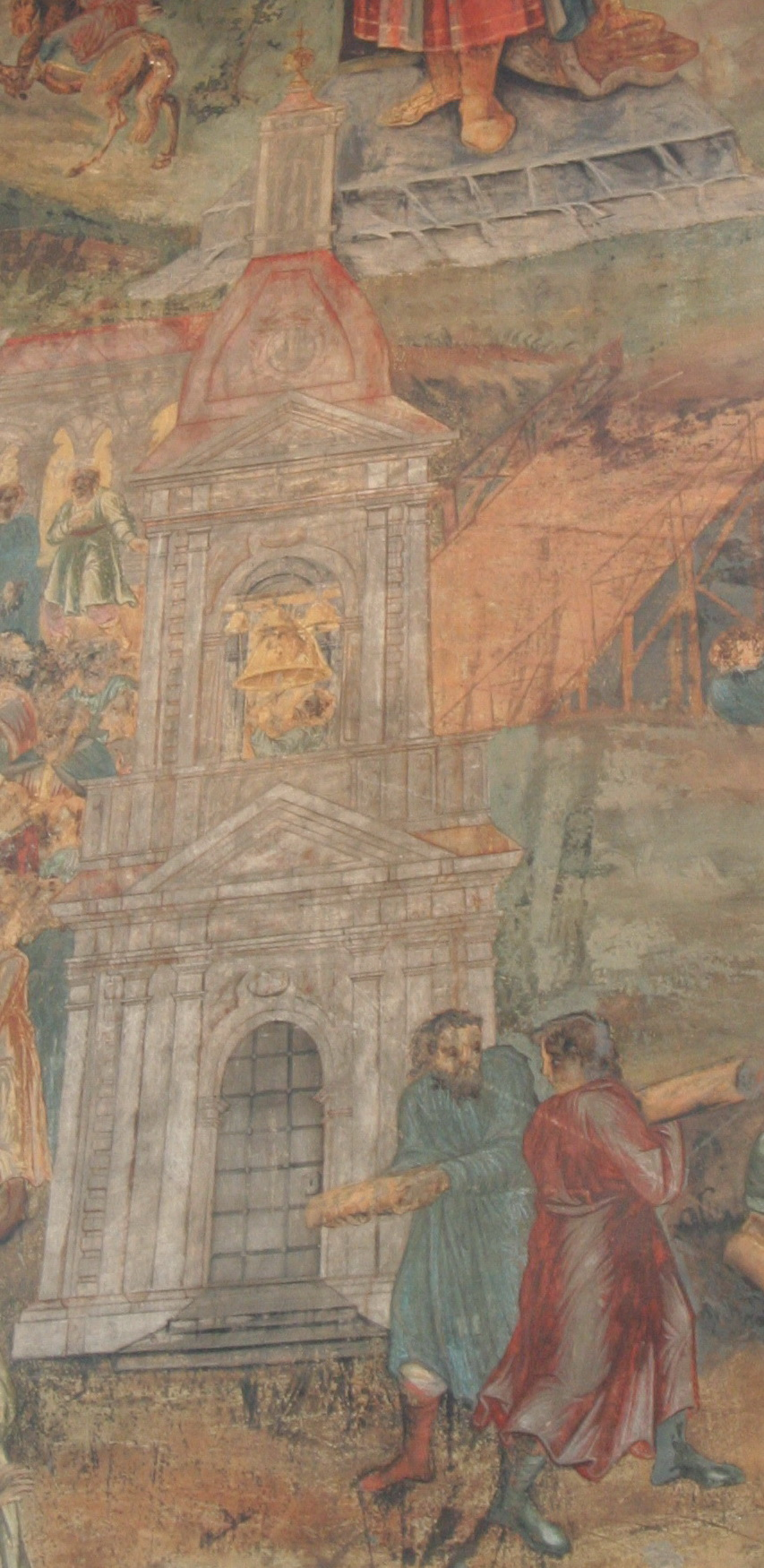
Пономарь бьёт в колокол. Битяговские пытаются выбить дверь в колокольне. Деталь фрески в церкви Димитрия на Крови (2-я пол. XVIII в.).

Битяговские — боярский и дворянский род восходящий к XVI веку.
Первые летописные упоминания о дворянском роде этой фамилии начинаются с Афанасия, Андрея и Ивана Битяговских, которые несли службу при великом князе Московском  и всея Руси Иване Грозном.
В 1571 году у поручной записи по боярине князе Иване Феодоровиче Мстиславском есть подписи Андрея Алексеевича и Михаила Михайловича Битяговских о пятидесяти рублях.
В конце XIX - начале XX века на страницах «Энциклопедического словаря Брокгауза и Ефрона» в статье об этом дворянском роде было написано, что в числе убийц святого царевича Димитрия Углицкого 15 мая 1591 года фигурировали имена Михаила Битяговского и его сына Даниила Михайловича, однако авторы словаря не были полностью уверены, что они принадлежали к этому роду.
В 1634 году во время Смоленской войны погиб Григорий Леонтьевич Битяговский, а другой представитель этого рода — Фёдор Посникович Битяговский получил серьёзное ранение. Фёдор Никифорович Битяговский воевода в Мещовске в 1639-1641 годах.
Представителей рода Битяговских в XVII веке можно было встретить среди стряпчих, стольников, московских дворян и дворян городовых.
В самом конце XVII века населенными имениями владели, как минимум, девять Битяговских, в частности, Адриан, Фёдор и Семён владели деревнями в Касимовскому уезде.
По версиям историков, фамилия "Битяговский" со временем преобразилась в фамилию "Бутюгов".

## Известные представители
- Битяговский Илья Лукин — медынский городовой дворянин в 1627-1629 г.
- Битяговский Фёдор Посников — московский дворянин в 1636-1640 г.
- Битяговский Алексей Гаврилович — московский дворянин в 1682 г., стольник в 1686-1692 г.
- Битяговский Никита Тимофеевич — стряпчий в 1692 г.
- Битяговские: Семён и Иван Ивановичи — московские дворяне в 1692 г[4].